# Erigeron nitidus
Erigeron nitidus là một loài thực vật có hoa trong họ Cúc. Loài này được S.J.Forbes mô tả khoa học đầu tiên năm 1996.